# Internationale Filmfestspiele Berlin 2011

Offizielles Berlinale-Plakat 2011

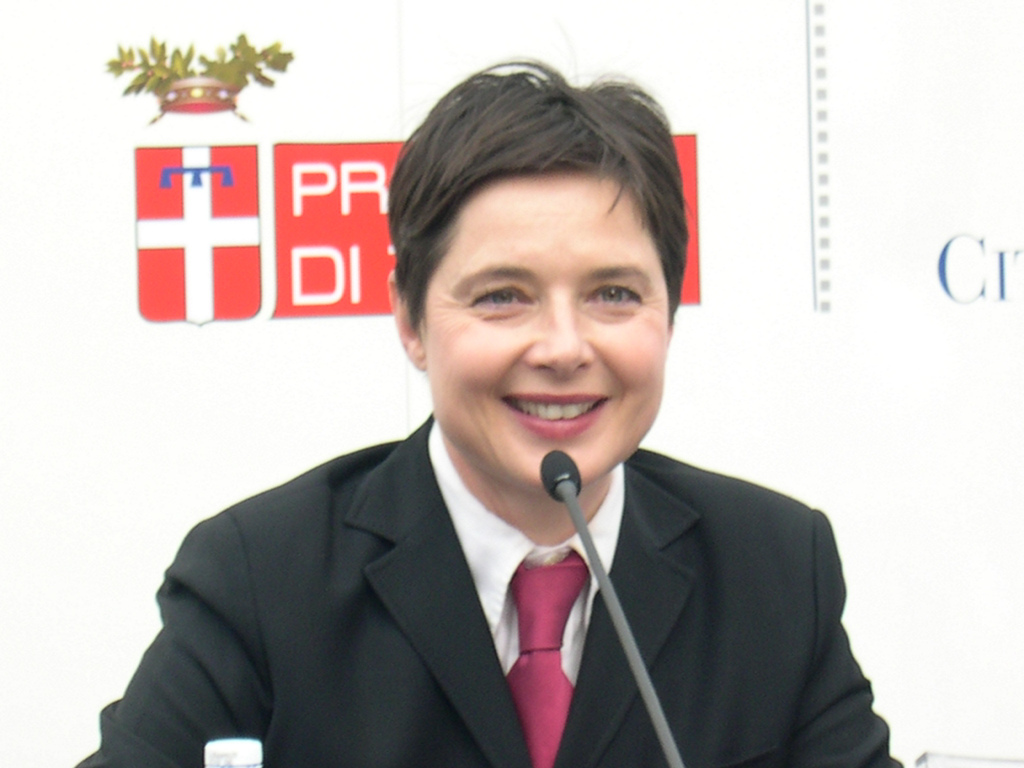
Jurypräsidentin Isabella Rossellini

Die 61. Internationalen Filmfestspiele Berlin (Berlinale) fanden vom 10. bis zum 20. Februar 2011 statt. Der Hauptpreis des Festivals, der Goldene Bär, wurde an den iranischen Beitrag Jodaeiye Nader az Simin von Asghar Farhadi verliehen.
Eröffnet wurde die Berlinale mit dem US-amerikanischen Western True Grit der Gebrüder Coen, der außer Konkurrenz gezeigt wurde. Der Film ist eine Neuverfilmung des John-Wayne-Films Der Marshal aus dem Jahr 1969. Innerhalb von elf Tagen wurden 385 Filme aus 58 Ländern in 969 Vorführungen gezeigt. 99 Produktionen stammten aus Deutschland oder sind mit deutscher Beteiligung entstanden. Die Finanzierung des Festivals liegt 2011 bei 19,5 Mio. Euro. 6,5 Mio. Euro davon stammen aus Bundesmitteln. Das Verkaufskontingent an Kinokarten betrug 300.000 Stück, während 20.000 Akkreditierungen an Fachbesucher ausgegeben wurden.
Als Präsidentin der internationalen Jury wurde die italienisch-amerikanische Schauspielerin Isabella Rossellini ausgewählt. Als Jurymitglied wurde unter anderem der iranische Regisseur Jafar Panahi eingeladen. Nachdem Panahi im Dezember 2010 von dem Islamischen Revolutionsgericht in Teheran zu einer sechsjährigen Haftstrafe und 20-jährigem Berufsverbot verurteilt worden war, kündigte Berlinale-Direktor Dieter Kosslick die Unterstützung Panahis an. So werden seine Filme in mehreren Sektionen der Filmfestspiele aufgeführt. Außerdem wurde vom Berlinale Talent Campus und World Cinema Fund eine Podiumsveranstaltung mit iranischen Filmemachern zu Zensur und zur Einschränkung künstlerischer Freiheit im Iran geplant.
Der Goldene Ehrenbär der Berlinale 2011 wurde dem 80-jährigen deutschen Schauspieler Armin Mueller-Stahl zuerkannt. Die Retrospektive erinnert an den schwedischen Filmregisseur Ingmar Bergman.

## Wettbewerb

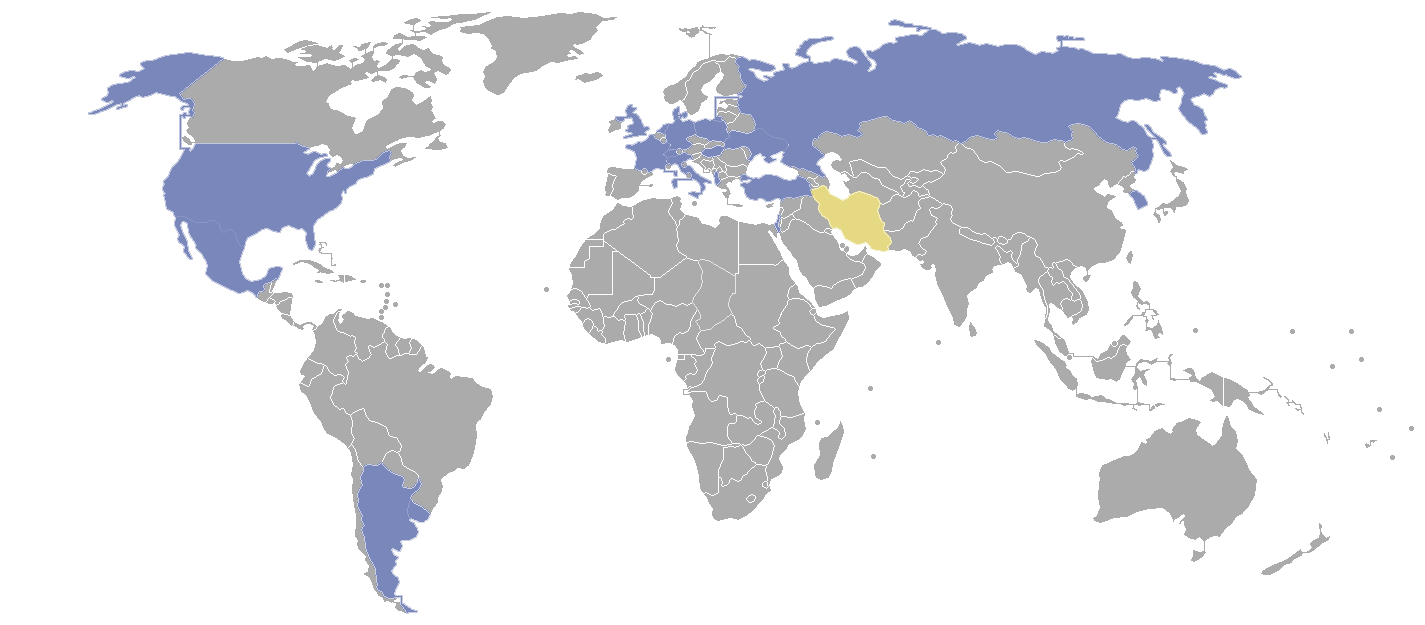
Länder, die im Wettbewerb um den Goldenen Bären für den besten Spielfilm vertreten sind (inkl. Koproduktionsländer); gold eingefärbt der Iran

### Internationale Jury
Als Jurypräsidentin der Berlinale wurde Ende August 2010 Isabella Rossellini präsentiert. Die italienische Schauspielerin hatte 1994 mit Fearless – Jenseits der Angst und 1998 mit Kalmans Geheimnis am Wettbewerb teilgenommen. Bei den Filmfestspielen 2008 präsentierte sie ihr Regiedebüt Green Porno.
Rossellini standen sechs Jurymitglieder zur Seite. Es handelte sich ausschließlich um Filmschaffende:
- Jan Chapman – australische Filmproduzentin
- Nina Hoss – deutsche Schauspielerin (Darstellerpreis der Berlinale 2007)
- Aamir Khan – indischer Schauspieler und Regisseur
- Guy Maddin – kanadischer Regisseur und Drehbuchautor
- Jafar Panahi – iranischer Regisseur (Großer Preis der Jury der Berlinale 2006); obwohl er zwischenzeitlich im Iran zu einer mehrjährigen Haftstrafe und Berufsverbot verurteilt wurde, hält die Berlinale aus Unterstützung am Jury-Platz fest
- Sandy Powell – britische Kostümbildnerin

### Filme
Am 15. Dezember 2010 wurden die ersten Wettbewerbsfilme bekanntgegeben. Komplettiert wurde das Programm am 18. Januar 2011. Insgesamt waren 16 Filmproduktionen aus 20 Ländern vertreten, vier weniger als im Vorjahr. Bis auf Asghar Farhadi (Regiepreis 2009 für Alles über Elly), Joshua Marston (Alfred-Bauer-Preis 2004 für Maria voll der Gnade), Rodrigo Moreno (Alfred-Bauer-Preis 2006 für Der Leibwächter) und Jonathan Sagall (Wettbewerbsteilnahme 1999) konkurrierten die zwölf übrigen Filmemacher zum ersten Mal um den Goldenen Bären. Mit ihrem Langfilmdebüt waren J. C. Chandor, Ralph Fiennes, Paula Markovitch und Victoria Mahoney vertreten.
| Filmtitel                       | Regisseur          | Produktionsland                               | Darsteller (Auswahl)                                                                                  |
| ------------------------------- | ------------------ | --------------------------------------------- | --- |
| An einem Samstag (V Subbotu)    | Alexander Mindadze | Russland, Deutschland, Ukraine                | Anton Shagin, Svetlana Smirnova-Martsinkievich, Stanislav Rjadinsky, Vjacheslav Petkun, Sergej Gromov |
| Les contes de la nuit           | Michel Ocelot      | Frankreich                                    | 3D-Animationsfilm                                                                                     |
| Coriolanus                      | Ralph Fiennes      | Großbritannien                                | Ralph Fiennes, Gerard Butler, Vanessa Redgrave, Brian Cox, James Nesbitt                              |
| The Forgiveness of Blood        | Joshua Marston     | USA, Albanien, Dänemark, Italien              | Tristan Halilaj, Sindi Laçej, Refet Abazi, Ilire Vinca Çelaj                                          |
| The Future                      | Miranda July       | Deutschland, USA                              | Hamish Linklater, Miranda July, David Warshofsky                                                      |
| Der große Crash – Margin Call   | J. C. Chandor      | USA                                           | Kevin Spacey, Jeremy Irons, Demi Moore, Paul Bettany, Zachary Quinto                                  |
| Kommt Regen, kommt Sonnenschein | Lee Yoon-ki        | Südkorea                                      | Lim Su-jeong, Hyun Bin                                                                                |
| Lipstikka                       | Jonathan Sagall    | Israel, Großbritannien                        | Clara Khoury, Nataly Attiya, Moran Rosenblatt, Ziv Weiner, Daniel Caltagirone                         |
| Nader und Simin – Eine Trennung | Asghar Farhadi     | Iran                                          | Leila Hatami, Peyman Moadi, Shahab Hosseini, Sareh Bayat, Sarina Farhadi, Babak Karimi, Merila Zarei  |
| Our Grand Despair               | Seyfi Teoman       | Türkei, Deutschland, Niederlande              | İlker Aksum, Fatih Al, Güneş Sayın, Baki Davrak, Taner Birsel, Mehmet Ali Nuroğlu                     |
| Der Preis – El Premio           | Paula Markovitch   | Mexiko, Frankreich, Polen, Deutschland        | Paula Galinelli Hertzog, Sharon Herrera, Laura Agorreca, Viviana Suraniti, Uriel Lasillo              |
| Rätselhafte Welt                | Rodrigo Moreno     | Argentinien, Deutschland, Uruguay             | Esteban Bigliardi, Cecilia Rainero, Rosario Bléfari, Germán de Seilva, Leandro Uria                   |
| Schlafkrankheit                 | Ulrich Köhler      | Deutschland, Frankreich, Niederlande          | Pierre Bokma, Jean-Christophe Folly, Jenny Schily, Hippolyte Girardot, Sava Lolov                     |
| Das Turiner Pferd               | Béla Tarr          | Ungarn, Frankreich, Deutschland, Schweiz, USA | János Derzsi, Erika Bók, Mihály Kormos                                                                |
| Wer wenn nicht wir              | Andres Veiel       | Deutschland                                   | August Diehl, Lena Lauzemis, Alexander Fehling                                                        |
| Yelling To The Sky              | Victoria Mahoney   | USA                                           | Zoë Kravitz, Gabourey Sidibe, Tim Blake Nelson                                                        |

Außer Konkurrenz
Außer Konkurrenz laufen im Wettbewerbsprogramm folgende Filme:
- Almanya – Willkommen in Deutschland – Regie: Yasemin Şamdereli (Deutschland) – mit Vedat Erincin, Fahri Yardim, Aylin Tezel, Lilay Huser, Demet Gül, Denis Moschitto, Petra Schmidt-Schaller
- Mein bester Feind – Regie: Wolfgang Murnberger (Österreich, Luxemburg) – mit Moritz Bleibtreu, Georg Friedrich, Ursula Strauss, Uwe Bohm, Marthe Keller, Udo Samel
- Nur für Personal! – Regie: Philippe Le Guay (Frankreich) – mit Fabrice Luchini, Sandrine Kiberlain, Carmen Maura, Natalia Verbeke, Lola Dueñas
- Pina – Regie: Wim Wenders (Deutschland, Frankreich) – Tanzfilm in 3D mit dem Ensemble des Tanztheaters Wuppertal Pina Bausch
- True Grit – Regie: Ethan und Joel Coen (USA) – mit Jeff Bridges, Hailee Steinfeld, Matt Damon, Josh Brolin
- Unknown Identity (Unknown) – Regie Jaume Collet-Serra (Deutschland, Großbritannien, Frankreich) – mit Liam Neeson, Diane Kruger, January Jones, Aidan Quinn, Bruno Ganz

## Panorama

Berlinale-Programm und -Kinokarten der 61. Auflage

Die Sektion Panorama fand in diesem Jahr zum 32. Mal statt und widmete sich dem internationalen Film (vorzugsweise Arthouse-Kino und Autorenfilm). Aus den Filmen konnten die Kinobesucher auf Stimmzetteln den beliebtesten Film wählen, der dann mit dem Panorama-Publikumspreis ausgezeichnet wurde. Diesen gewannen También la lluvia (Spielfilm) von Icíar Bollaín und Im Himmel, unter der Erde. Der Jüdische Friedhof Weißensee (Dokumentarfilm) von Britta Wauer.
Hauptprogramm
- Bu-dang-geo-rae (The Unjust) von Ryoo Seung-wan, (Republik Korea)
- Byakuyakou (Into the White Night) von Yoshihiro Fukagawa, (Japan)
- Chang-Pi-Hae (Ashamed) von Kim Soo-hyun, (Republik Korea)
- Dance Town von Jeon Kyu-hwan, (Republik Korea)
- Dernier étage gauche gauche (Top Floor Left Wing) von Angelo Cianci, (Frankreich, Luxemburg)
- Gandu (Asshole) von Kaushik Mukherjee, Indien
- Here von Braden King, (USA) – mit Ben Foster
- Lo Roim Alaich (Invisible) von Michal Aviad, (Israel, Deutschland)
- Majki (Mothers) von Milčo Mančevski, (Mazedonien, Frankreich, Bulgarien)
- OFF BEAT von Jan Gassmann, (Schweiz)
- Qualunquemente von Giulio Manfredonia, (Italien)
- Romeos von Sabine Bernardi, (Deutschland)
- Der Sezierer (The Mortician) von Gareth Maxwell Roberts (Großbritannien, USA)
- También la lluvia (Even The Rain) von Icíar Bollaín, (Spanien, Frankreich, Mexiko) – mit Luis Tosar, Gael García Bernal
- Tomboy von Céline Sciamma, (Frankreich)
- Vampire von Iwai Shunji, (USA, Kanada) – mit Kevin Zegers, Rachel Leigh Cook, Keisha Castle-Hughes

Panorama Special
- 7 Khoon Maaf (7 Sins Forgiven) von Vishal Bhardwaj, (Indien)
- Amador und Marcelas Rosen (Amador) von Fernando León de Aranoa, (Spanien)
- The Devil’s Double von Lee Tamahori, (Belgien) – mit Dominic Cooper, Ludivine Sagnier
- Fjellet (The Mountain) von Ole Giæver, (Norwegen)
- The Guard von John Michael McDonagh, (Irland, Großbritannien) – Brendan Gleeson, Don Cheadle
- Life In A Day von Kevin Macdonald, (Großbritannien)
- Man At Sea von Constantine Giannaris, (Griechenland)
- Medianeras von Gustavo Taretto, (Argentinien, Deutschland, Spanien)
- Mishen (Target) von Alexander Zeldovich, (Russland)
- Bullhead (Rundskop) von Michaël R. Roskam, (Belgien, Niederlande)
- Sala samobójców (Suicide Room) von Jan Komasa, (Polen)
- Tropa de Elite 2: o Inimigo agora É Outro von José Padilha, (Brasilien)
- Über uns das All von Jan Schomburg, (Deutschland) – mit Sandra Hüller, Georg Friedrich
- Die Vaterlosen von Marie Kreutzer, (Österreich)

Panorama Dokumente
- The Advocate For Fagdom von Angélique Bosio (Frankreich) – mit Bruce LaBruce, Gus Van Sant, John Waters
- Barzakh von Mantas Kvedaravičius, (Finnland, Litauen)
- The Bengali Detective von Phil Cox, (Großbritannien, USA, Österreich)
- The Big Eden von Peter Dörfler, Deutschland – mit Rolf Eden
- The Black Power Mixtape 1967–1975 von Göran Hugo Olsson, (Schweden, USA) – mit Stokely Carmichael, Angela Davis, Erykah Badu, Harry Belafonte
- Bombay Beach von Alma Har'el, (USA)
- BRASCH – Das Wünschen und das Fürchten von Christoph Rüter, (Deutschland) – mit Thomas Brasch
- House of Shame / Chantal All Night Long von Johanna Jackie Baier, (Deutschland)
- How Are You von Jannik Splidsboel, (Dänemark)
- Im Himmel, unter der Erde. Der Jüdische Friedhof Weißensee von Britta Wauer, (Deutschland)
- homo@lv von Kaspars Goba, (Lettland)
- Die Jungs vom Bahnhof Zoo von Rosa von Praunheim, (Deutschland)
- Khodorkovsky von Cyril Tuschi, (Deutschland)
- Leicht muss man sein, Fliegen muss man können von Annette Frick, (Deutschland)
- Mama Africa von Mika Kaurismäki, (Deutschland, Südafrika, Finnland)
- Mondo Lux – Die Bilderwelten des Werner Schroeter von Elfi Mikesch, (Deutschland)
- The Queen Has No Crown von Tomer Heymann, (Israel)
- We Were Here von David Weissman, (USA)
- !Women Art Revolution – A Secret History von Lynn Hershman Leeson, (USA)
- Zai Yi Qi (Together) von Zhao Liang, Volksrepublik China

## Perspektive Deutsches Kino
Die Sektion Perspektive Deutsches Kino wurde zum zehnten Mal veranstaltet und zeigte aktuelle deutsche Dokumentar- und Spielfilmproduktionen. Sie gilt als Plattform für deutsche Nachwuchsregisseure und wurde 2011 auch für die Vergabe des Preises für den Besten Erstlingsfilm berücksichtigt (gemeinsam mit Wettbewerb, dem Panorama, dem Forum sowie der Sektion Generation).
| Filmtitel                                                  | Regie                         | Darsteller (Auswahl)                                                                          |
| ---------------------------------------------------------- | ----------------------------- | --------------------------------------------------------------------------------------------- |
| Der Albaner*                                               | Johannes Naber                | Nik Xhelilaj, Xhejlane Terbunja, Ivan Shvedoff, Amos Zahari                                   |
| Die Ausbildung                                             | Dirk Lütter                   | Joseph K. Bundschuh, Anke Retzlaff, Anja Beatrice Kaul, Stefan Rudolf                         |
| Dígame – Sag mir                                           | Josephine Frydetzki           | Rafael Spregelburd, Valeria de Luque, Veronica Piaggio, Leandro Emmanuel Juárez, Laura Zelaya |
| Eisblumen                                                  | Susan Gordanshekan            | Arnel Taci, Renate Grosser, Denis Mehicic                                                     |
| Kamakia – Die Helden der Insel                             | Jasin Challah                 | Dokumentarfilm                                                                                |
| Kampf der Königinnen                                       | Nicolas Steiner               | Dokumentarfilm                                                                                |
| Lollipop Monster                                           | Ziska Riemann                 | Nicolette Krebitz, Sarah Horváth, Jella Haase, Sandra Borgmann, Thomas Wodianka               |
| Der Preis                                                  | Elke Hauck                    | Florian Panzner, Sven Gielnik, Vincent Krüger, Vanessa Krüger, Anne Kanis                     |
| Rotkohl und Blaukraut                                      | Anna Hepp                     | Dokumentarfilm                                                                                |
| Ein Sommer voller Türen*                                   | Stefan Ludwig                 | Dokumentarfilm                                                                                |
| Stuttgart 21 – Denk mal!*                                  | Lisa Sperling, Florian Kläger | Dokumentarfilm                                                                                |
| Utopia Ltd.                                                | Sandra Trostel                | Robert Gwisdek, Jacob Matschenz                                                               |
| Vaterlandsverräter                                         | Annekatrin Hendel             | Dokumentarfilm                                                                                |
| Weisst du eigentlich dass ganz viele Blumen blühen im Park | Lothar Herzog                 | Odine Johne, Christian Blümel, Thorsten Merten                                                |

* = Gast der Perspektive Deutsches Kino

## Auszeichnungen

### Offizielle Preise

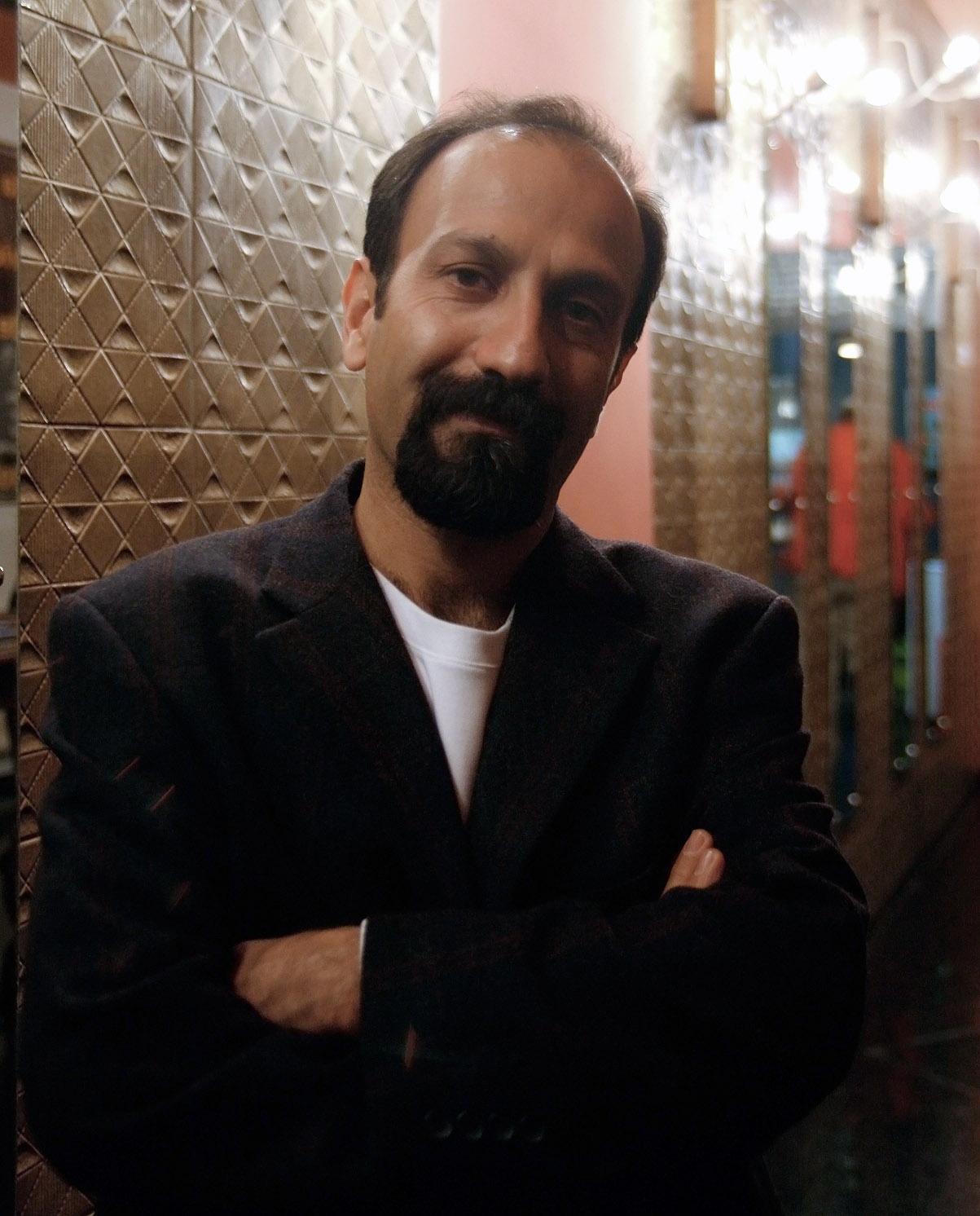
Asghar Farhadi, Gewinner des Goldenen Bären

- Goldener Bär: Nader und Simin – Eine Trennung – Regie: Asghar Farhadi
- Silberner Bär – Großer Preis der Jury: Das Turiner Pferd – Regie: Béla Tarr
- Silberner Bär – Beste Regie: Ulrich Köhler (Schlafkrankheit)
- Silberner Bär – Bester Darsteller: Peyman Moadi, Babak Karimi und Ali-Asghar Shahbazi (Nader und Simin – Eine Trennung)
- Silberner Bär – Beste Darstellerin: Leila Hatami, Sareh Bayat, Sarina Farhadi und Kimia Hosseini (Nader und Simin – Eine Trennung)
- Silberner Bär – Bestes Drehbuch: Joshua Marston und Andamion Murataj (The Forgiveness of Blood)
- Silberner Bär – Herausragende künstlerische Leistung: Wojciech Staroń (Kamera) und Bárbara Enríquez (Szenenbild) für Der Preis – El Premio
- Alfred-Bauer-Preis: Wer wenn nicht wir – Regie: Andres Veiel
- Preis für das beste Erstlingswerk: On the Ice – Regie: Andrew Okpeaha MacLean

### Preise der unabhängigen Jurys
- Preis der Gilde deutscher Filmkunsttheater: Wer wenn nicht wir von Andres Veiel
- Preis der Ökumenischen Jury:
  - Wettbewerb: Nader und Simin – Eine Trennung von Asghar Farhadi
  - Panorama: Lily und Nira von Michal Aviad
  - Forum: Familair Grounds von Stéphane Lafleur
- Amnesty International Filmpreis: Barzakh von Mantas Kvedaravičius
- FIPRESCI-Preis: Das Turiner Pferd von Béla Tarr
- Friedensfilmpreis: Jutro będzie lepiej von Dorota Kędzierzawska
- Leserpreis der Berliner Morgenpost: Nader und Simin – Eine Trennung von Asghar Farhadi
- Femina-Film-Preis: Julia Brandes für das Kostüm in Lollipop Monster von Ziska Riemann (Perspektive Deutsches Kino)